# 迪拉-采伦
迪拉-采伦（德語：Diera-Zehren）是德国萨克森州的一个市镇，隶属于迈森县。总面积为43.21平方千米，截至2020年总人口为3240人。